# جان هیوئی
جان هیوئی (انگلیسی: John Hewie; ۱۳ دسامبر ۱۹۲۷ – ۱۱ مهٔ ۲۰۱۵) بازیکن و مربی فوتبال اهل اسکاتلند بود.
از باشگاه‌هایی که در آن بازی کرده‌است می‌توان به باشگاه فوتبال چارلتون اتلتیک اشاره کرد.
وی همچنین در تیم‌های ملی فوتبال اسکاتلند بی و اسکاتلند بازی کرده‌است.